# Liste des entreprises françaises de travaux publics
Les principales entreprises françaises liées aux bâtiment et travaux publics (BTP) sont citées dans cette liste :
- Aximum (groupe Colas)
- Bateg (groupe Vinci)
- Baudin Chateauneuf
- Bouygues Construction
- Cancé
- Charier
- Cheval TP (groupe Cheval)
- Colas
- DTP Terrassement (groupe Bouygues)
- Dumez
- Eiffage
- Est Ouvrages
- Eurovia
- Exedra
- Fayat
- GOYARD Travaux Publics
- Groupe Cassous
- Guintoli
- Lherm TP - Midi Pyrénées
- Legendre
- Leon Grosse
- Les Maçons Parisiens
- Malet
- Medinger et fils
- NGE
- Plamon et Cie
- Rabot Dutilleul
- Ramery Travaux Publics
- Razel-Bec
- RMF TP
- Roger Martin
- S.T.B.R Société Travaux Bâtiment Route
- SADE
- Société chimique routière et d'entreprise générale (SCREG)
- Spie Batignolles
- Vinci
- Morgan Sas
- GEF TP (groupement électrique force)
- Orion (Île-de-France et Bretagne)
- Genc batiment